# Astragalus triqueter
Astragalus triqueter är en ärtväxtart som beskrevs av Joseph Friedrich Nicolaus Bornmüller och Erwin Gauba. Astragalus triqueter ingår i släktet vedlar, och familjen ärtväxter. Inga underarter finns listade i Catalogue of Life.